# Anna Dorothea Therbusch
Anna Dorothea Therbusch (nascida Anna Dorothea Lisiewski, 23 de julho de 1721 - 9 de novembro de 1782) foi uma proeminente pintora rococó nascida no Reino da Prússia. Cerca de 200 de suas obras sobreviveram, e ela pintou pelo menos oitenta e cinco retratos verificados.

## Biografia
Anna Dorothea Therbusch nasceu em uma família notável, filha de Maria Elisabetha (nascida Kahlow) e Georg Lisiewski (1674–1751), um pintor de retratos de Berlim de origem polonesa que chegou à Prússia em 1692 como parte da comitiva do arquiteto da corte Johann Friedrich Eosander von Göthe. Georg ensinou Anna, sua irmã Anna Rosina Lisiewski e seu irmão Christian Friedrich Reinhold a pintar. Ela treinou como pintora durante sua adolescência. Anna Dorothea e sua irmã mais velha Anna Rosina foram aclamadas como Wunderkinder da pintura. Em sua juventude, ela pintou cópias das fetes galantes de Antoine Pesne e, como Pesne, aprendeu a imitar os estilos de Antoine Watteau, Nicolas Lancret e Jean-Baptiste Pater - artistas que Frederico II admirava especialmente.
Therbusch pintou em todos os gêneros. Ela também fez pinturas históricas e experimentou cenas de gênero no estilo holandês semelhantes às de Gerard Dou. Ao final de sua vida, ela recebeu honrarias de Berlim, Stuttgart e Mannheim. Ela fez comissões lucrativas de suas obras e, eventualmente, recebeu patrocínio real, após muitas cartas de apresentação de seus patronos em Paris, Itália, Alemanha e Prússia.